# Bernhard Kummel
Bernhard Kummel (* 13. August 1919; † 3. Juli 1980) war ein US-amerikanischer Geologe und Paläontologe.
Kummel war 1952 bis 1980 Professor für Geologie an der Harvard University und ab 1963 Kurator für Paläontologie der Wirbellosen am Museum of Comparative Zoology in Harvard. 1955 wurde er in die American Academy of Arts and Sciences gewählt.
Er war 1957 Ko-Autor des Ammoniten-Bandes im Treatise on Invertebrate Paleontology. Neben Ammoniten befasste er sich auch mit Nautiloiden. Er veröffentlichte über Ammoniten und Nautiloiden aus Pakistan, Indien, Nepal und dem Iran.

## Schriften
- History of the earth. An introduction to historical geology. Freeman, San Francisco 1961, 2. Auflage 1970
- Herausgeber mit David Raup: Handbook of Paleontological Techniques. Freeman 1965
- Status of invertebrate paleontology. Cambridge, The Museum 1954, S. 92–317
- Herausgeber mit Curt Teichert: Stratigraphic boundary problems: Permian and Triassic of West Pakistan. University Press of Kansas 1970
- mit Curt Teichert: Permian-Triassic boundary in the Kap Stosch Area. East Greenland, Kopenhagen 1976
- The lower Triassic formations of the Salt Range and Trans-Indus Ranges, West Pakistan. Harvard, Cambridge 1966